# Elvira Betrone
Elvira Betrone, nata Sanipoli (Roma, 6 febbraio 1881 – Milano, 11 agosto 1961), è stata un'attrice italiana di cinema, teatro, televisione e radio.

## Biografia
Esordisce su palcoscenico con la compagnia di Ermete Novelli per passare successivamente con quella di Ruggero Ruggeri e poi con quella di Virgilio Talli. Fu proprio in quest'ultima compagnia che conobbe il suo futuro marito, l'attore Annibale Betrone con il quale convolò a nozze il 20 febbraio 1912. Dopo il matrimonio assume il nome di Elvira Betrone in ossequio al ben più celebre marito proseguendo così, spesso appunto a fianco del consorte, la sua carriera artistica sacrificando però il suo talento e divenendo una presenza quasi mai di spicco nei lavori teatrali che assieme intrapresero.
Nel 1940, ormai matura, si dedicò anche al cinema interpretando la contessa ne Il sogno di tutti per la regia di Oreste Biancoli e László Kish. Anche nei film fu spesso a fianco di Annibale e sempre in ruoli di carattere che prevalentemente la vedevano nei panni dell'anziana madre (Un pilota ritorna, Tutta la vita in ventiquattr'ore, Turbamento) o della nobildonna (Gelosia). Fu anche la direttrice dell'orfanatrofio di Teresa Venerdì e la madre superiora in Un garibaldino al convento, entrambi di Vittorio De Sica.
La sua vita privata venne segnata, nel 1941, da un grave lutto: suo figlio, il giovane regista, soggettista e sceneggiatore Cino Betrone, tenente degli alpini, cadde sul fronte greco-albanese. Alla memoria del figlio venne dedicato il film uscito nel 1943 Quelli della montagna, ideato dallo stesso Cino e interpretato dal marito Annibale.
Nel 1950, alla morte del marito, Elvira si ritirò dalle scene pur tornando saltuariamente sulle scene come nel 1954, anno in cui accettò di lavorare con Luchino Visconti nel dramma Come le foglie e successivamente, nel 1955, in Zio Vanja. Infine le venne affidato, da Giorgio Strehler nel 1958, il ruolo della tappetaia ne L'anima buona di Sezuan.
Prese inoltre parte al contestato allestimento de L'Arialda di Giovanni Testori nel 1960 che fu il suo ultimo lavoro.
Era la zia del noto attore Vittorio Sanipoli.

## Filmografia parziale

### Cinema
- Il sogno di tutti, regia di Oreste Biancoli e László Kish (1940)
- Teresa Venerdì, regia di Vittorio De Sica (1941)
- Un garibaldino al convento, regia di Vittorio De Sica (1942)
- Turbamento, regia di Guido Brignone (1942)
- Un pilota ritorna, regia di Roberto Rossellini (1942)
- Gelosia, regia di Ferdinando Maria Poggioli (1942)
- La maestrina, regia di Giorgio Bianchi (1942)
- Noi vivi, regia di Goffredo Alessandrini (1942)
- Addio Kira!, regia di Goffredo Alessandrini (1942)
- C'è sempre un ma!, regia di Luigi Zampa (1943)
- Tutta la vita in ventiquattr'ore, regia di Carlo Ludovico Bragaglia (1943)
- Nessuno torna indietro, regia di Alessandro Blasetti (1943)
- Romanzo a passo di danza (Piruetas juveniles), regia di Giancarlo Cappelli e Salvio Valenti (1944)
- I dieci comandamenti, regia di Giorgio Walter Chili (1945)
- Duello senza onore, regia di Camillo Mastrocinque (1949)
- Il brigante Musolino, regia di Mario Camerini (1950)
- Core 'ngrato, regia di Guido Brignone (1951)

### Televisione
- L'ufficiale della guardia, regia di Tatiana Pavlova (1956)
- Medea, regia di Sarah Ferrati (1957)
- Tre sorelle, di Anton Cecov, regia di Claudio Fino, trasmessa 6 marzo 1959
- I figli di Medea, regia di Anton Giulio Majano (1959)
- Occhio di pollo, regia di Alessandro Brissoni (1960)

## Prosa radiofonica Rai
- Il cavaliere di Seingalt di Giacomo Casanova, regia di Guglielmo Morandi, trasmessa il 28 ottobre 1951.
- Il grande maestro di Santiago di Henry de Montherlant, regia di Guglielmo Morandi, trasmessa il 7 dicembre 1951.
- La nemica, di Dario Niccodemi, regia di Guglielmo Morandi, trasmessa il 18 agosto 1952
- La casa di Bernarda Alba, di Federico García Lorca, regia di Flaminio Bollini, trasmessa il 6 aprile 1960.